# Sam Nunn
Sam Nunn (Macon, 1938. szeptember 8. –) az Amerikai Egyesült Államok szenátora (Georgia, 1973–1997).